# Genetisk drift

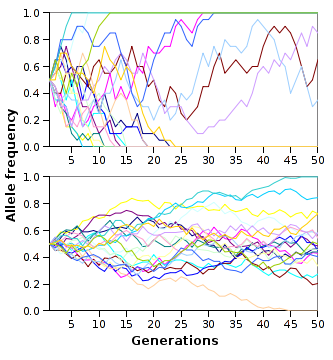
Simuleringar av genetisk drift för 20 alleler, för en population om 10 individer (överst) och en om 100 individer (nederst). Grafen visar hur de genetiska dragen skiljs mer och mer över tid. Generellt sett driver allelerna betydligt snabbare i små populationer.

Genetisk drift är en av delmekanismerna i evolutionen. Den är en stokastisk effekt och uppkommer på grund av den slumpmässighet som råder i vilka individer i populationerna som lyckas (bäst) med att överleva och reproducera sig. Genetisk drift är förändringar som inte tar hänsyn till ifall egenskaperna som generna ger är till fördel eller nackdel för organismen. (De förändringar som beror på egenskapskillnader kallas naturligt urval.) Liksom för naturligt urval är genetisk drift en process som påverkar allelers (genvarianters) frekvens (vanlighet). Den påverkar alltså hur mycket variation som finns i olika egenskaper hos individerna i populationen och hur vanliga olika egenskaper blir. Genetisk drift har en stark tendens att vara starkare i små populationer.

## Allelfrekvenser
I populationsgenetiskt perspektiv kan genetisk drift betraktas som en motsvarighet till samplingsfel inom testteorin. Något "fel" i egentlig mening är det dock inte fråga om, eftersom genetiken som biologisk vetenskap inte kan uppställa något normativt, idealiserat mål för utvecklingen.
Ett illustrerande exempel: När man singlar slant får man i genomsnitt krona lika många gånger som klave. Om man kastar krona ett litet antal gånger (till exempel 10 gånger) är chansen ganska liten att det blir precis lika många krona som klave (det vill säga 5 krona och 5 klave i exemplet); sannolikheten är däremot rätt stor att utfallet av krona respektive klave skiljer sig påtagligt åt (till exempel 3 krona och 7 klave). Om man kastar många gånger (till exempel 10 000 gånger), är chansen ännu mindre att krona och klave kommer upp exakt lika många gånger (d.v.s. exakt 5 000 krona och 5 000 klave), samtidigt som chansen är stor att det blir ungefär lika många krona som klave.
Det är på ett liknande sätt med en population som får avkomma. Om en allel har frekvensen p och denna allel inte är utsatt för något urvalstryck så säger sannolikhetsläran att de kommer att ha frekvensen p också i följande generationer. Precis som när man singlar slant så är populationer av verkliga organismer utan urval som påverkas av slumpen. Därför blir det alltid statistiska fluktuationer (samplingsfel). 
Om en gens olika alleler inte skiljer sig i hur anpassade deras bärare blir till miljön, och om man kunde bortse från slumpeffekter, skulle proportionen av bärare av de olika allelerna vara lika i efterföljande generationer. Men för det mesta har alltså varje generation en allelfrekvens som skiljer sig lite grand från den föregåendes. Om föräldragenerationens allelfrekvens är p säger vi att dottergenerationens allelfrekvens är p′. Varje gång p′ är lite olik p har populationen drivit med p′ - p. Notera att vid nästa generationsskifte är det p′ (och inte p) som är utgångspunkten. Precis som i exemplet med kronkastning har antalet individer stor betydelse. Om populationen är liten blir avdriften procentuellt sett stor. 
Alleler vars frekvens driver upp och ned har som regel begränsad livstid (förekomst). När frekvensen rör sig slumpmässigt kan den komma till värdet 0. Det innebär att den inte finns kvar alls och alltså inte kan driva mer. Det kan också inträffa att den når värdet 1. Det innebär att alla individer har samma allel. Inte heller från detta värde kan den driva till något nytt värde. Från denna tidpunkt finns denna genvariant kvar "för alltid". Men den kallas då inte längre för allel. 
Man kan räkna ut den förväntade tiden tills en allels frekvens blir fixerad vid 0 eller 1. Den beror i hög grad på populationens storlek. I en liten population tar det vanligtvis bara några få generationer. I en stor population kan det ta mycket längre tid. I genomsnitt tar det {\displaystyle 4*N_{e}} generationer innan frekvensen fixeras. {\displaystyle N_{e}} är här en storhet som kallas för den effektiva populationens storlek. Den effektiva populationen är den del av populationen som faktiskt deltar i fortplantningen.

## Samspelet mellan drift och selektion
Det är ytterst sällan som verkliga populationer påverkas av bara genetisk drift eller bara naturligt urval (selektion). I naturliga populationer pågår ett ständigt samspel mellan dessa två processer. Men olika förhållanden påverkar hur stort inflytande respektive process har. 
I en stor population blir även mycket svaga urvalstryck avgörande för om allelfrekvensen rör sig uppåt (fördelaktig egenskap) eller nedåt (skadlig egenskap). Men om populationen är liten är det driften som är avgörande. Då försvinner många alleler trots att de egentligen är till fördel för organismen. 

## Effekter på populationer
Genetisk drift kan få djupgående och ofta bisarra effekter på populationers evolutionära utveckling. Dessa effekter kan ibland få allvarliga följder för populationers överlevnad. 
När en population tillfälligt minskar kraftigt och sedan tillväxer till normal storlek igen (detta kallas för en flaskhals) kan genetisk drift åstadkomma snabba och dramatiska förändringar i allelfrekvenser, förändringar som alltså inte på något sätt beror på om allelerna kodar för egenskaper som i sig är bra eller dåliga för organismerna. Vid sådana tillfällen kan många fördelaktiga egenskaper (anpassningar) försvinna. 
Vid kolonisering av svårnådda trakter (till exempel Galapagosöarna) kan det vara mycket små grupper som ger upphov till nya populationer. Vid dessa tillfällen blir den genetiska driften extremt intensiv. Det kallas grundareffekten (engelska founder effect). Den kan ibland ge upphov till populationer som tycks ha orimligt dåliga egenskaper. Grundareffekten kan till exempel förklara i övrigt svårförståeligt höga frekvenser av genetiska sjukdomar på vissa platser.